# Erioptera (Erioptera) subfurcifer
Erioptera (Erioptera) subfurcifer is een tweevleugelige uit de familie steltmuggen (Limoniidae). De soort komt voor in het Nearctisch gebied.